# John W. Stevenson

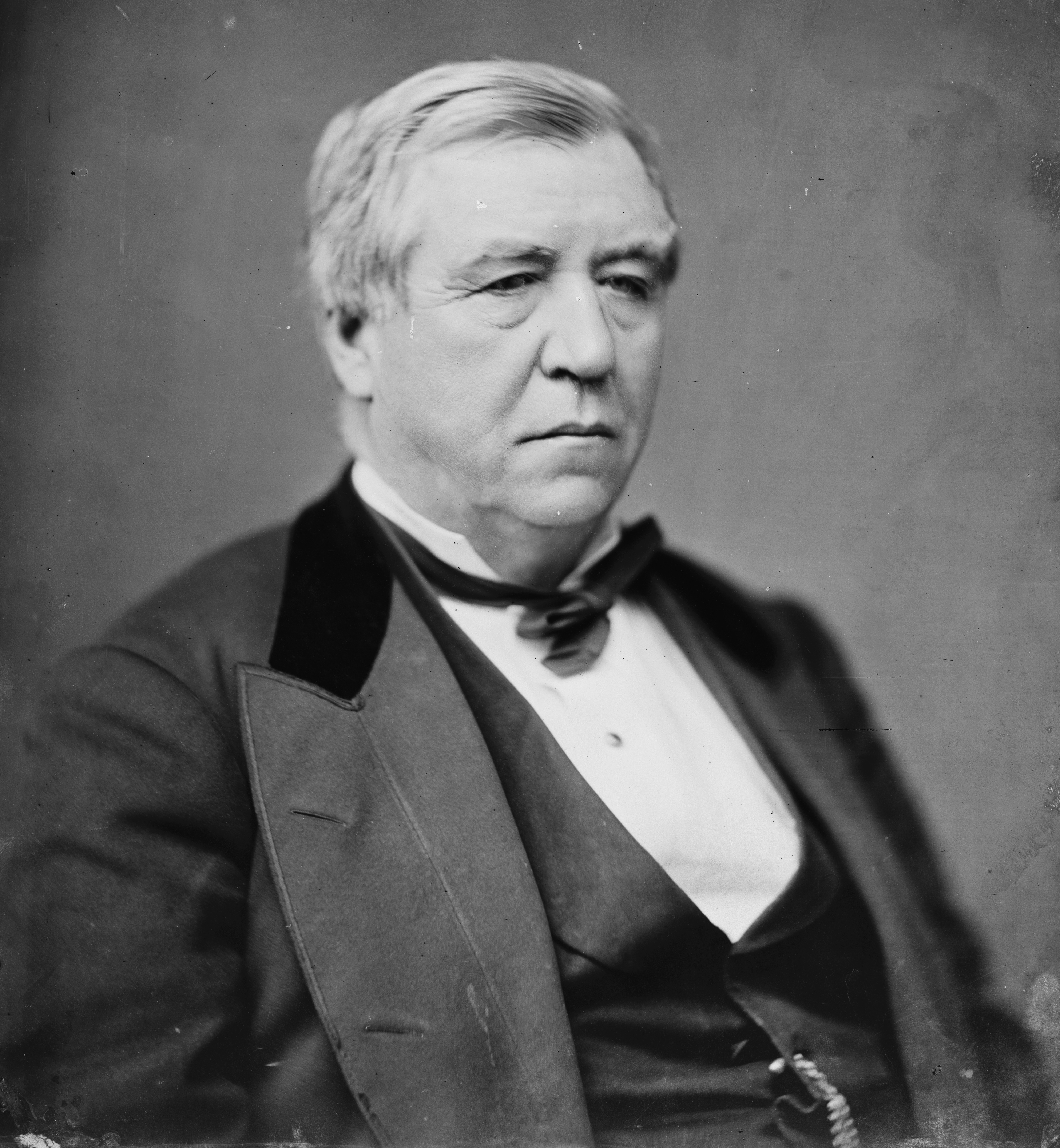
John W. Stevenson

John White Stevenson, född 4 maj 1812 i Richmond, Virginia, död 10 augusti 1886 i Covington, Kentucky, var en amerikansk demokratisk politiker. Han var guvernör i delstaten Kentucky 1867–1871. Han representerade Kentucky i båda kamrarna av USA:s kongress, först i representanthuset 1857–1861 och sedan i senaten 1871–1877. Han var son till Andrew Stevenson.
Stevenson utexaminerades 1832 från University of Virginia. Han studerade juridik och inledde sin karriär som advokat i Mississippi. Han flyttade 1841 till Kentucky. Han var delegat till Kentuckys konstitutionskonvent år 1849.
Stevenson var elektor för Franklin Pierce i presidentvalet i USA 1852 och elektor för James Buchanan fyra år senare. Stevenson efterträdde 1857 Samuel F. Swope som kongressledamot. Han efterträddes fyra år senare av John W. Menzies.
Stevenson var 1867 viceguvernör i Kentucky. Guvernör John L. Helm avled senare samma år i ämbetet och efterträddes av Stevenson. Han efterträddes i sin tur 1871 i guvernörsämbetet av Preston Leslie.
Stevenson efterträdde 1871 Thomas C. McCreery i USA:s senat. Han ställde inte upp för omval efter en mandatperiod i senaten och efterträddes 1877 av James B. Beck. Efter sin tid i senaten arbetade Stevenson som professor i juridik vid Cincinnati Law School (numera University of Cincinnati College of Law).
Stevenson var anglikan. Han gravsattes på Spring Grove Cemetery i Cincinnati.